# 毕尔巴鄂港
毕尔巴鄂港位于毕尔巴鄂，是一座港口。

## 发展
毕尔巴鄂港的历史是与毕尔巴鄂紧密相连，它的发展便代表了整个城市的发展。12世纪时，毕尔巴鄂发展成了一座城市，当地河口的海上交通控制权归它所有。1511年，毕尔巴鄂特权领事馆同意加强对欧洲北部羊毛出口的控制。